# Kassler

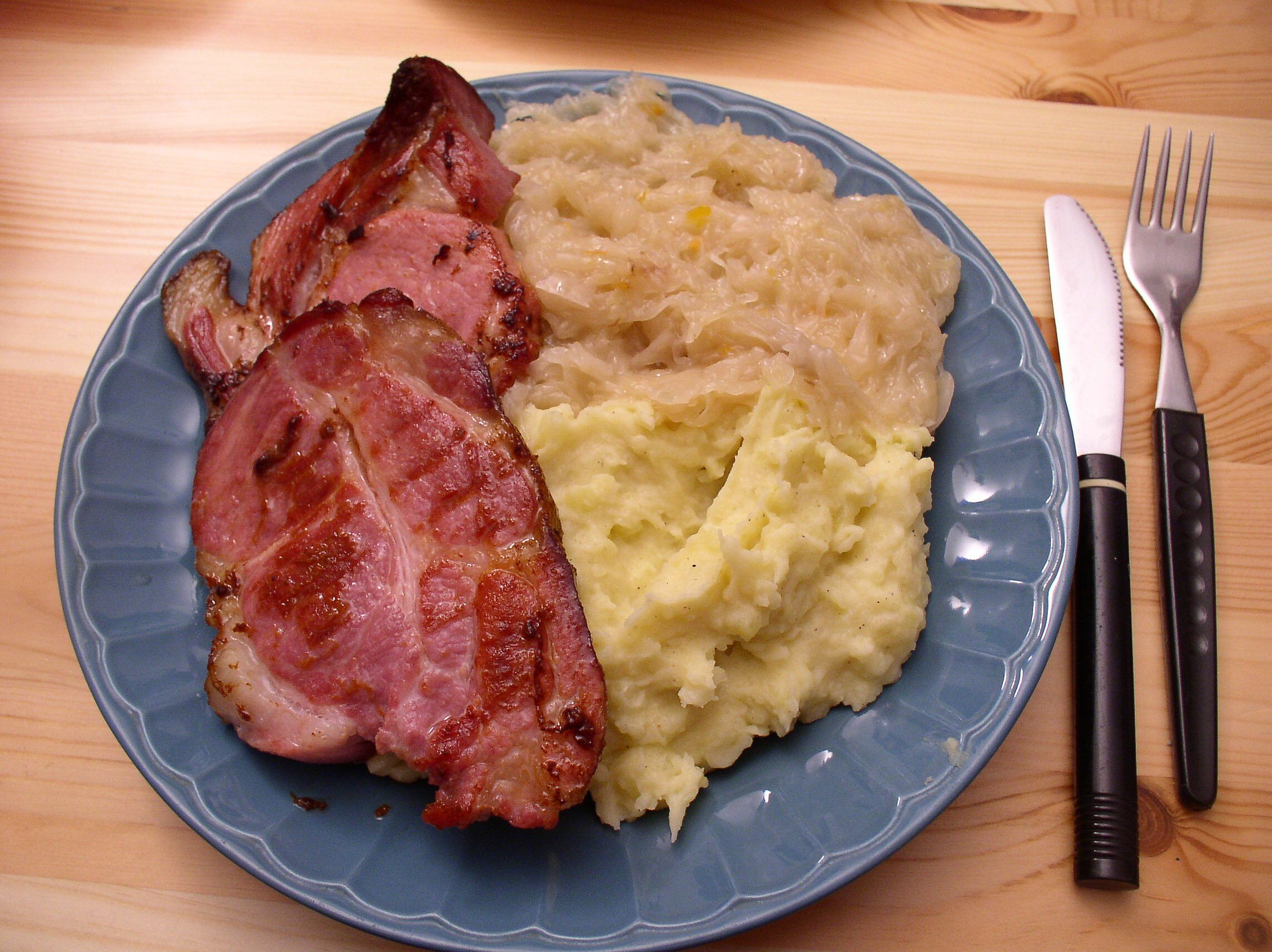
Kassler med surkål och potatismos.

Kassler (eller kasseler) är saltat och rökt fläskkött, framförallt av kotlett. Vanligast är att man sprutsaltar och röker det under kort tid i 60 till 100 grader; den kallas då varmrökt och är därefter redo att ätas. Den numera ovanligare varianten är kallrökt kassler som röks under längre tid i 20 till 30 grader. Kallrökt kassler bör tillagas.
I Danmark är kallrökt den vanligaste formen och kallas då hamburgerrygg.
I Finland är det rå grisnacke som säljs under beteckningen kassler.

## Etymologi
Det påstås att namnet kasseler härrör från en charkuterimästare Cassel i Berlin under slutet av 1800-talet, men i folkbokföringen från denna tid finns varken någon "Kassel" eller "Cassel" (gammal stavning) registrerad.
En annan teori är att det kommer av staden Kassel, men inte heller detta kan styrkas.